# Hans Bakker
Hans Bakker (8 de novembre de 1937 — Amsterdam, 21 de gener de 2015) va ser un esperantista neerlandès.
Durant la seva vida va tenir diverses ocupacions, la darrera al partit polítics dels Verds d'esquerres. Va aprendre esperanto al voltant de l'any 1953 i es va fer membre de l'associació internacional de joves esperantistes (TEJO) el 1955, coorganitzant-ne el 20è congrés que va tenir lloc a Àmsterdam el 1964 i coordinant la relació amb les organitzacions de joves no esperantistes entre 1965 i 1976. Probablement, la seva tasca més coneguda va ser la guia de l'acció de l'Associació Mundial d'Esperanto (UEA) al continent africà entre 1980 i 2001 a partir del curs Ferez. Així, enviava la primera lliçó del curs a estudiants africans, corregia els exercicis i els tornava a enviar amb la segona lliçó, etc., tot i que ell mai va viatjar a Àfrica. Bakker va ser membre de la junta de govern d'UEA (1992-1995) i membre honorari de TEJO (des de 1976) i d'UEA (des de 2002). El 2000 va ser escollit Esperantista de l'Any per la revista La Ondo de Esperanto, juntament amb el pedagog italià Mauro La Torre i el lingüista i informàtic finlandès Jouko Lindstedt.
Era fill d'un altre esperantista conegut, que també es deia Hans Bakker (1896-1988) i estava casat amb una altra esperantista molt activa, Ans ten Hagen.